# Gare de Farschviller
Gare de Farschviller vasútállomás Franciaországban, Farschviller településen.

## Vasútvonalak
Az állomást az alábbi vasútvonalak érintik:
- Haguenau–Hargarten - Falck-vasútvonal

## Kapcsolódó állomások
A vasútállomáshoz az alábbi állomások vannak a legközelebb:
- Gare de Farébersviller
- Gare de Hundling
- Diebling railway station